# Dicranomyia annulifera
Dicranomyia annulifera là một loài ruồi trong họ Limoniidae. Chúng phân bố ở miền Australasia.